# Јован Пашти
Јован (Јанош) Пашти (Пригревица код Апатина, 23. децембра 1924) је био балетски играч.
Учествовао у НОБ-у; после рата (1946) ступио у Уметнички ансамбл ЈНА у Београду и тамо 1949. постао члан балетног ансамбла Народног позоришта, а затим је од 1951. до одласка у пензију био солиста и први играч Балета Македонског народног театра у Скопљу. Балетно образовање стекао код Нине Карсавине на Средњој балетној школи у Београду, а затим се специјализовао код Преображенске, Јегорове, Мјасина, Долина и др. Остварио је у својој каријери преко 20 главних плесних креација у класичним и савременим балетним делима. Изванредно сигуран и поуздан партнер - један од најбољих у бившој Југославији. Повремено је гостовао у балетним ансамблима у Хамбургу и Триру.

## Главне улоге
- "Ђаво у селу" (Фран Лотка)
- "Копелија" (Лео Делиб)
- "Лабуђе језеро" (Петар Иљич Чајковски)
- "Македонска повест" (Глигор Смокварски)
- "Охридска легенда" (Стеван Христић)
- "Ромео и Јулија" (Сергеј Прокофјев)
- "Петрушка" (Игор Стравински)
- "Трноружица" / „Успавана љепотица" (Петар Иљич Чајковски)